# Heugleville-sur-Scie
Heugleville-sur-Scie is een gemeente in het Franse departement Seine-Maritime (regio Normandië) en telt 517 inwoners (2004). De plaats maakt deel uit van het arrondissement Dieppe.

## Geografie
De oppervlakte van Heugleville-sur-Scie bedraagt 13,1 km², de bevolkingsdichtheid is 39,5 inwoners per km².
De onderstaande kaart toont de ligging van Heugleville-sur-Scie met de belangrijkste infrastructuur en aangrenzende gemeenten.

## Demografie
Onderstaande figuur toont het verloop van het inwonertal (bron: INSEE-tellingen).